# Auguste Nicolas Eugène Millon

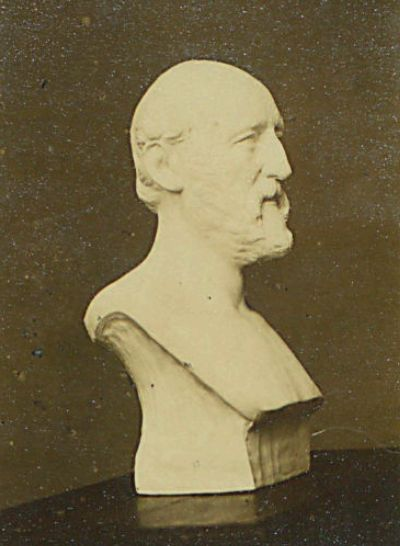
Eugène Millon (busto)

Auguste Nicolas Eugène Millon fue un químico francés nacido en 1812, profesor en el hospital militar Val-de-Grace de París y jefe farmacéutico del ejército de África. Descubrió los cloritos y determinó la composición de la urea. En 1849 descubrió un reactivo para determinar proteínas que aún se usa. Murió en 1867
- Datos: Q766820